# No. 1 (album)
Pour l’article homonyme, voir Numéro un.
Albums de BoA
Listen To My Heart
(2001) Peace B. Remixes
(2002)
NO. 1 est le second album coréen de BoA. C'est actuellement sa meilleure vente d'album en Corée du Sud.[Quand ?]

## Éditions
La version japonaise de No.1 contient une chanson bonus exclusive : No.1 (version anglaise)
Il existe peu de copies de la première édition de l'album qui incluait les titres No.1 (version originale), My Sweetie (Original Version) et Listen to my Heart (Big Chorus Version). Ces chansons sont remplacées dans les éditions suivantes par No.1 (version clip) et My Sweetie (version corrigée) en featuring avec a slightly amended ending.

## Vente
L'album débute à la première place du Top 50 mensuel coréen. Il termine 4e meilleure vente de l'année 2002 en Corée avec 544 853 copies vendues

## Liste des titres
Les singles sont en gras.
1. "NO. 1"
2. "My Sweetie"
3. "늘 [Neul].. (Waiting..)"
4. "Tragic"
5. "Shy Love"
6. "Day"
7. "Dear My Love..."
8. "난 [Nan] (Beat It)"
9. "P.O.L. (Power of Love)"
10. "My Genie"
11. "Pain-Love"
12. "Happiness Lies"
13. "Realize (Stay With Me)"
14. "Azalea"
15. "Listen to my Heart (bonus track)"
16. "NO.1 (version anglaise)" (uniquement disponible sur la version japonaise de l'album)